# 1098
1098. је била проста година.

## Догађаји
- Википедија:Непознат датум — Основана Кнежевина Антиохија
- 14. фебруар — 13. мај - Опсада Арке
- Као резултат освајања Првог крсташког рата, организована је Кнежевина Антиохија.
- Успешне експедиције Магнуса III у Хериде и острво Маине и освајање Норвешке. Победа Магнуса над Норманима у Велсу.
- Хајнрих IV се враћа у Немачку, срушио је свог најстаријег сина Конрада, коју је 1093. године одабрао племство краља Италије (види 1099).
- Папа урбани II прогласио је Руђера I грофом.
- У опатији сита (Француска), појављује се монашки ред цистерцити.

### Март
- 10. март — Балдуин Јерусалимски основао Грофовију Едесу, прву крсташку државу у Светој земљи

### Јун
- 2. јун — У склопу Првог крсташког рата завршила се вишемесечна опсада Антиохије у којој су победили крсташи.
- 28. јун — Крсташи у Првом крсташком рату победили Турке у бици код Антиохије.

### Децембар
- Википедија:Непознат датум — новембар-децембар - Опсада Марата

## Смрти
- Балдуин II од Еноа

- Јаџи Сијан

- Адемар Пијски

- Торос од Едесе